# Fabio Fasola
Fabio Fasola (Voghera, 18 luglio 1961) è un pilota motociclistico italiano ritiratosi dall'attività agonistica.

## Carriera
Vince il titolo italiano di enduro nelle classi 75 cm³ e 175 cm³ nella categoria juniores e sempre nella 175 cm³ nella categoria seniores nel 1982. Oltre a questi titoli Fabio Fasola è stato otto volte medaglia d'oro alla Sei Giorni di Enduro. Nell'ambito dei rally in moto, vince il Rally di Sardegna, due volte il Raid Transitalia Marathon e il Rally di Tunisia nel 1986.
Tra il 1989 ed il 1997 è sette volte campione italiano assoluto Raid Marathon e nel 1996 e 1997 diventa per due volte campione nazionale svizzero. Parallelamente all'attività di pilota, nei primi anni novanta intraprende l'attività di istruttore di fuoristrada, aprendo la scuola di enduro denominata Fasola School.
Nel 1998 esordisce nella Parigi-Dakar, partecipando a tre edizioni e vincendo alcune tappe, conquistando anche la testa della gara, sia pure provvisoriamente. Nel 2004 organizza la prima Hell's Gate, gara annuale di enduro estremo che si svolge in Toscana nei pressi di Castelvecchio Pascoli in provincia di Lucca. Nel 2005 la Fasola School entra a far parte delle attività KTM sotto il nome di KTM Adventure Tours.